# Willerwald
Willerwald é uma comuna francesa na região administrativa de Grande Leste, no departamento de Mosela. Estende-se por uma área de 6,31 km². Em 2010 a comuna tinha 1 592 habitantes (densidade: 252,3 hab./km²).